# Saison 4 de Newport Beach
Chronologie
Saison 3
Cet article présente la quatrième saison de la série télévisée Newport Beach (The O.C.).

## Distribution
Les acteurs principaux sont :
- Benjamin McKenzie : Ryan Atwood
- Adam Brody : Seth Cohen
- Rachel Bilson : Summer Roberts
- Peter Gallagher : Sandy Cohen
- Kelly Rowan : Kirsten Cohen
- Melinda Clarke : Julie Cooper
- Autumn Reeser : Taylor Townsend
- Willa Holland : Kaitlin Cooper

## Liste des épisodes
1. Défouloirs
2. Les Gringos
3. La Dinde froide
4. La Métamorphose
5. Le Beau au bois dormant
6. Menottes aux poings
7. Un univers parallèle
8. Les terriennes sont des filles faciles
9. Les Deux Papas
10. La Saison des pêches
11. La Loutre de mes rêves
12. Le Jour de la marmotte
13. L'Équipe Bullit contre l'équipe Frank
14. Tremblement de terre
15. Une nuit agitée
16. Adieu Newport

### Épisode 1:Défouloirs
- États-Unis : 2 novembre 2006
- France : 5 novembre 2007

- États-Unis : 3,39 millions de téléspectateurs[1]

- Chris Pratt (Che)
- Michael Nouri (Dr Neil Roberts)
- Paula Trickey (Veronica Townsend)
- Kim Oja (Taryn)
- Channon Roe (Jake)

Cinq mois après la mort de Marissa, bien des choses ont changé... Ryan ne vit plus chez les Cohen, ne va pas à la fac et fait des combats. Julie prend des médicaments et n'est plus dans son état normal. Seth occupe son temps entre sa mère devenue cuisinière, son père devenu procureur, et la boutique de BD. Summer se préoccupe avec Che de la cause animale et de l'environnement. Le docteur Roberts revoit son ex-femme. Taylor est revenue de France. 
- Running Up that Hill - Placebo
- Save Me - Jude
- Song For The Sunshine - Belle & Sebastian
- Mr. Blue - Catherine Feeny
- Bootleg Saint - Sam Roberts
- A Bad Dream - Keane

### Épisode 2:Les Gringos
- États-Unis : 8 novembre 2006
- France : 6 novembre 2007

- États-Unis : 3,54 millions de téléspectateurs[2]

- Chris Pratt (Che)
- Cam Gigandet (Kevin Volchok)
- Tia Carrere (la conseillère Torres)
- Michelle Ongkingco (Amber)
- Steve O (le marine)
- Johnny Michaels (le barman)

- Fire Island, AK - The Long Winters
- Pa' Arriba - Descemer
- Quiero Mi Pastilla - Plastilina Mosh
- La Chirriona - Banda Jerez
- Can You Feel It ? - Lockdown Project
- Lagrimas de Oro - Manu Chao
- The End's Not Near - Band of Horses

### Épisode 3:La Dinde froide
- États-Unis : 9 novembre 2006
- France : 7 novembre 2007

- États-Unis : 3,73 millions de téléspectateurs[2]

- Michael Nouri (Dr. Neil Roberts)
- Cam Gigandet (Kevin Volchok)
- Lamont Thompson (ADA Otis Hoades)
- Paula Trickey (Veronica Townsend)

- Once More With Feeling - Get Cape. Wear Cape. Fly
- Black Swan - Thom Yorke
- All of My Days - Alexi Murdoch

### Épisode 4:La Métamorphose
- États-Unis : 16 novembre 2006
- France : 8 novembre 2007

- États-Unis : 3,77 millions de téléspectateurs[3]

- Chris Pratt (Che)
- Jose Zuniga (Jason Spitz)
- William Abadie (l'avocat français)
- Kim Oja (Taryn)

- Hello Sunshine - Syd Matters
- Orange Crush - Editors
- De Un Mundo Raro - Ranchera All Stars
- Pageant of The Bizarre - Zero 7
- Ella - Ranchera All Stars
- Love Me or Hate Me - Lady Sovereign
- Dem Jeans - Chingy
- Pa Todo El Ano - Ranchera All Stars
- Siempre Hace Frio - Ranchera All Stars
- Voodoo - Chielo
- Tu Solo - Ranchera All Stars
- Cava Del Rio - Senza
- Love You 'Till The End - The Pogues

### Épisode 5:Le Beau au bois dormant
- États-Unis : 30 novembre 2006
- France : 9 novembre 2007

- États-Unis : 3,67 millions de téléspectateurs[4]

- Chris Pratt (Che)
- Gary Grubbs (Gordon Bullit)
- Brandon Quinn (Spencer Bullit)
- Michelle Ongkingco (Amber)
- Kat Sawyer (directrice en chef de Brown)
- Matt Crabtree (l'étudiant)

Summer et Che libèrent des lapins de laboratoire et sont convoqués devant les membres du conseil. Taylor tente d'aider Ryan pour ses insomnies afin de se rapprocher de lui. Après lui avoir déclaré ses sentiments, elle l'embrasse, et met ainsi fin aux insomnies de Ryan. 
- Gubbbish - Chad VanGaalen
- Float On - Goldspot
- Waiting To Die - Zero 7
- While you Were Sleeping - Elvis Perkins
- Under The Sea - Digby Jones
- Butterfly - Tom Quick
- Need Music - Ben Gidsjoy
- Without You - Brothers and Sisters

### Épisode 6:Menottes aux poings
- États-Unis : 7 décembre 2006
- France : 12 novembre 2007

- États-Unis : 3,82 millions de téléspectateurs[5]

- Chris Pratt (Che)
- Gary Grubbs (Gordon Bullit)
- Brandon Quinn (Spencer)
- Kat Sawyer (directrice en chef de Brown)
- Wayne Dalglish (Brad Ward)
- Ashley Benson (Riley)
- Janel Parrish (Leah)

- Hot Girls in Good Moods - Butch Walker
- Daisychains - Youth Group
- Good Clean Fun (nobody remix) - Clearlake
- Deadwood - Dirty Pretty Things
- Under The Sea - Digby Jones
- Put Your Money Where Your Mouth is - Jet
- Stay Put - The Blood Arm
- Inside Your Head - Eberg

### Épisode 7:Un univers parallèle
- États-Unis : 14 décembre 2006
- France : 13 novembre 2007

- États-Unis : 4,3 millions de téléspectateurs[6]

- Chris Pratt (Che)
- Paula Trickey (Veronica Townsend)
- Tate Donovan (Jimmy Cooper)

Ryan et Taylor se disputent sur une échelle et tombent. À leur réveil, Ryan et Taylor sont dans un monde parallèle où ils ne sont plus reconnus par personne. La chambre de Ryan est devenue une salle de sport, Seth a été accepté à Brown, Sandy est le maire de Newport, Summer va se marier avec Che, Kirsten et Jimmy sont mariés ensemble, ainsi que Sandy et Julie mais Julie a une liaison avec Che. 
- California - Mates of State : Le générique modifié.
- Paranoid Android - Sia Furler  : à l'aéroport.
- Into Dust - Ashtar Command : Quand Ryan lit la lettre de Marissa.

### Épisode 8:Les terriennes sont des filles faciles
- États-Unis : 21 décembre 2006
- France : 14 novembre 2007

- États-Unis : 4,15 millions de téléspectateurs[7]

- Gary Grubbs (Gordon Bullit)
- Kevin Sorbo (Frank Perry)
- Brandon Quinn (Spencer)

Pour le réveillon, Ryan emmène Taylor à Las Vegas mais Seth s'incruste avec Summer. Taylor pense que Summer est enceinte et lui donne un test de grossesse. Cependant, après que Summer a fait le test, Taylor le place dans son sac qui est ensuite volé par une fille déguisée en extraterrestre. Ryan, Seth, Summer et Taylor partent à sa recherche. 
- Warung Beach - John Digweed
- Smile Like You Mean It - Tally Hall
- Desafinado - Si Zentner
- Dogzilla - Dogzilla
- Something For Cat - Henry Mancini

### Épisode 9:Les Deux Papas
- États-Unis : 4 janvier 2007
- France : 15 novembre 2007

- États-Unis : 3,93 millions de téléspectateurs[8]

- Chris Brown (Will Tutt)
- Kevin Sorbo (Frank Atwood)
- Bridgett Newton (Mme Tidey)

- Forever - The Explorers Club
- It's Because... We've Got Hair - Tunng
- Somewhere in Between - M.Craft
- The Commander Thinks Aloud - The Long Winters

### Épisode 10:La Saison des pêches
- États-Unis : 11 janvier 2007
- France : 16 novembre 2007

- États-Unis : 3,83 millions de téléspectateurs[9]

- Chris Pratt (Che)
- Chris Brown (Will Tutt)
- Michael Nouri (Dr Neal Roberts)
- Brandon Quinn (Spencer)
- Henri Lubatti (Henri Michel De Momourant)
- Gérard Ismael (le présentateur de Je Pense)

- Turn On Me - The Shins
- I Spy - Get Cape. Wear Cape. Fly.
- I Ain't Losing Any Sleep - The Sunshine Underground
- The West Coast - Josh Schwartzman

### Épisode 11:La Loutre de mes rêves
- États-Unis : 18 janvier 2007
- France : 19 novembre 2007

- États-Unis : 3,96 millions de téléspectateurs[10]

- Chris Pratt (Che)
- Chris Brown (Will Tutt)
- Brandon Quinn (Spencer)
- Henri Lubatti (Henri Michel De Momourant)
- Julia Ling (Lucy)
- Lorna Scott (Beatrice la libraire)

- Dear Mr Supercomputer - Sufjan Stevens
- The New E Blues - The Western States Motel
- Garçon Glaçon - April March
- Du Temps - The Low Standards
- Hidden in The Sand - Tally Hall
- Tel Que Tu Es - Charlotte Gainsbourg
- Return To Me - Sparklehorse

### Épisode 12:Le Jour de la marmotte
- États-Unis : 25 janvier 2007
- France : 20 novembre 2007

- États-Unis : 3,57 millions de téléspectateurs[11]

- Chris Pratt (Che)
- Gary Grubbs (Gordon Bullit)
- Kevin Sorbo (Frank Atwood)
- Alison Laplaca (Dr James)
- Sandra McCoy (la fille marmotte)

- Gronlandic Edit - of Montreal
- Lazy Eye - Silversun Pickups
- Leave Home - Chemical Brothers
- High Lonesome Moan - Pajo
- And I Was A Boy From School - Hot Chip
- The House We Live In - The Stills

### Épisode 13:L'Équipe Bullit contre l'équipe Frank
- États-Unis : 1er février 2007
- France : 21 novembre 2007

- États-Unis : 3,82 millions de téléspectateurs[12]

- Kevin Sorbo (Frank Atwood)
- Gary Grubbs (Gordon Bullit)
- Max Greenfield (Sandy en 1984)
- Ellen Hollman (Kirsten en 1984)
- Graham Miller (Jimmy en 1984)
- Cathy Lind Hayes (l'enseignante)
- Viji Nathan (la voyante)

- Theme From Picnic (Moonglow) - Frank Chacksfield & His Orchestra
- Talk About The Passion - R.E.M.
- Start Today Tomorrow - Youth Group
- Unaware - The Midway State

### Épisode 14:Tremblement de terre
- États-Unis : 8 février 2007
- France : 22 novembre 2007

- États-Unis : 3,58 millions de téléspectateurs[13]

- Kevin Sorbo (Frank Atwood)
- Jose Zuniga (Jason Spitz)
- Bre Blair (Carrie Spitz)
- Ashley Hartman (Holly)

- I Still Remember - Bloc Party
- Broken In All The Right Places - I Am Jen
- Debaser - Rogue Wave
- What Were The Chances - Damien Jurado
- The Sad Song - Fredo Viola

### Épisode 15:Une nuit agitée
- États-Unis : 15 février 2007
- France : 23 novembre 2007

- États-Unis : 3,65 millions de téléspectateurs[14]

- Kevin Sorbo (Frank Atwood)
- Paula Trickey (Veronica Townsend)
- Aaron Fors (Gary)
- Lorna Scott (la libraire)

- The Sad Song - Fredo Viola
- Like Spinning Plates - Radiohead
- I Turn My Camera On - Rock Kills Kid
- The Incarnation - Sufjan Stevens
- Rusted Wheel - Silversun Pickups
- Kreuzberg - Bloc Party

### Épisode 16:Adieu Newport
- États-Unis : 22 février 2007
- France : 23 novembre 2007

- États-Unis : 6,59 millions de téléspectateurs[15]

- Kevin Sorbo (Frank Atwood)
- Gary Grubbs (Gordon Bullit)
- Brandon Quinn (Spencer)
- Todd Sherry (Todd)
- Jim Pirri (Patrick)

Quelques mois après le tremblement de terre. Sandy et Kirsten cherchent une nouvelle maison. Seth et Ryan pensent qu'ils devraient retourner vivre à Berkeley. Summer n’a pas rejoint George. Ryan et Taylor ont rompu. Julie va se marier avec Bullit et est enceinte de Frank.
Alors qu'ils sont à Berkeley, Kirsten accouche dans leur ancienne maison. Le couple à qui appartenait la maison accepte de leur vendre. Julie décide de s'y marier avec Bullit mais Frank appelle juste avant le mariage pour dire à Julie qu'il souhaite élever leur enfant ensemble. Julie décide finalement d'être célibataire. Seth convainc Summer de rejoindre George. 
- The New Seeker - Clinic
- Shine On - Jet
- On a Saturday - Jacob Golden
- Life is a Song - Patrick Park